# Droga krajowa 85
Die Droga krajowa 85 (DK 85) ist eine kurze Landesstraße in Polen. Sie beginnt in Nowy Dwór Mazowiecki, wo sie nach Süden von der Droga krajowa 62 abzweigt, überquert zunächst den Narew, wobei kurz nacheinander die Droga wojewódzka 631 und die nördlich parallel zur Weichsel verlaufende Droga wojewódzka 630 nach Osten abzweigen, und überquert anschließend auf einer Brücke die Weichsel, erreicht am linken Ufer der Weichsel das Dorf Kazuń Nowy, wo nach Westen die Droga wojewódzka 575 abzweigt, die dem linken Ufer der Weichsel flussabwärts folgt, und endet kurz darauf an der Anschlussstelle Nowy Dwór Maz.-Błonie der Droga ekspresowa S7, wo sie ihre Fortsetzung in der Droga wojewódzka 579 findet. Die Straße ist rund 4,8 Kilometer lang und verläuft auf voller Länge in der Woiwodschaft Masowien.
Die Straße war bis Anfang 2014 die kürzeste Landesstraße in Polen (nunmehr ist das die Droga krajowa 96).